# Freie Kunstakademie Mannheim
Die Freie Kunstakademie Mannheim (FKAM) ist eine private Kunstakademie. Sie bildet zum Freien Künstler aus. Des Weiteren betreibt sie eine Jugendkunstschule.

## Geschichte
Die FKAM wurde 1985 als Freie Kunstschule Rhein-Neckar gegründet und bezog die ersten Räumlichkeiten im damaligen Tulla-Gymnasium Mannheim. Der Umzug in die Mannheimer Quadrate erfolgte 1989 sowie 1996 ein erneuter Umzug in die heutigen Räumlichkeiten im Quadrat U 3. Das seit 1998 BAföG-berechtigte Studium wird mit einem Diplom abgeschlossen. Das Rektorat hatte von 1985 bis 2002 Ursula Pawlak inne, seitdem leitet Juliane Huber die FKAM. Die Freie Kunstakademie Mannheim bildet aktuell (2019) rund 80 Studierende aus.

## Studienaufbau

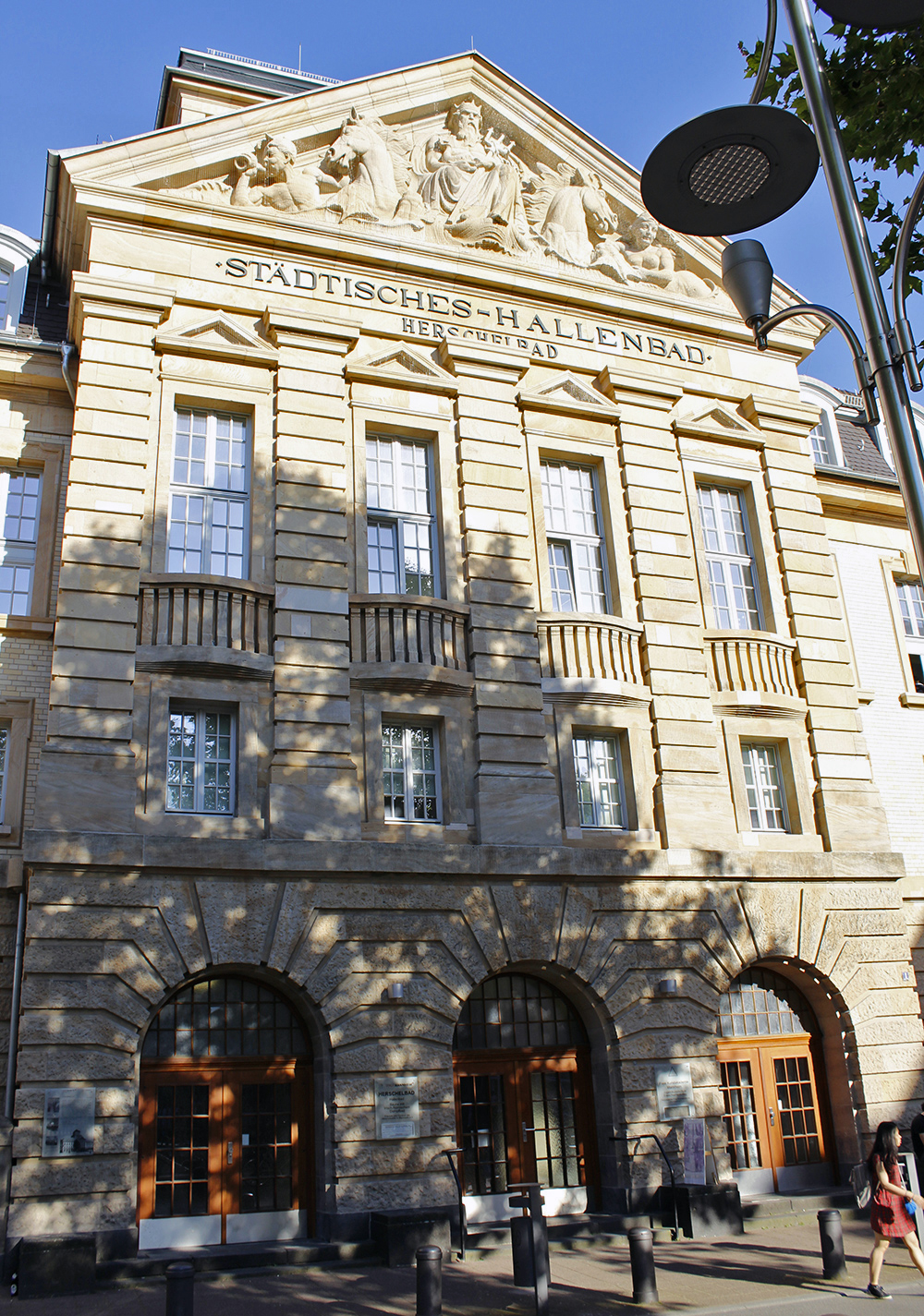
Die Freie Kunstakademie Mannheim im Herschelbad

Voraussetzung für die Teilnahme am Hauptstudium (7 Semester) ist das erfolgreiche Absolvieren eines Vorsemesters, für das keine Eingangsprüfungen erforderlich ist. Im Vorsemester bekommen die Studierenden einen umfassenden Einblick in Grundlagenfächer wie Akt- und Sachzeichnen, Arbeit mit Fotografie, Materialkunde, Plastisches Gestalten und Theorie. Die Qualifikation zum Hauptstudium wird durch Prüfungen zum Ende des Vorsemesters erreicht. Abgeschlossen wird das Studium mit einer Diplomarbeit mit Begleitung durch einen Tutor in den beiden letzten Semestern. Technik und Thema der Diplomarbeit sind frei wählbar. Die Arbeit wird in der jährlichen Sommerausstellung präsentiert. Parallel zum Hauptstudium kann in 4 Semestern Kunstpädagogik studiert werden; dieser Studiengang wird mit einer separaten Prüfung abgeschlossen. Die Abschlüsse an der FKAM sind nicht staatlich anerkannt.

## Besonderheiten
- Die Einschreibung in das Vorsemester erfolgt ohne Mappen- oder sonstige Prüfung und ohne Altersbeschränkung. Ab dem 1. Semester sind die Studierenden bei entsprechenden Voraussetzungen BAföG-berechtigt. Fehlt die für das Hauptstudium vorausgesetzte (Fach-)Hochschulreife, so kann eine Zusatzprüfung einen Ausgleich herstellen.
- Die Studierenden werden in kleinen Semesterklassen von ihren Studienleitern und Fachdozenten persönlich betreut. Für das 5. Semester wählen sie sich selbst einen externen Gastdozenten.
- Das Fächer- und Seminarangebot beinhaltet neben den klassischen Fächern, wie Aktzeichnen oder Plastik, beispielsweise auch analoge Fotografie, Webdesign und Video.
- Im Seminar Kunst und Markt (4./5. Semester) werden wirtschaftliche und organisatorische Grundlagen des Künstlerberufs vermittelt.
- Ab Studienbeginn werden Seminare in benachbarten Druckwerkstätten angeboten (Lithografie, Siebdruck, Radierung).
- Bei der Veranstaltungsreihe „Look and Listen“[2] werden zweimal jährlich externe Künstler zu Werkvorstellungen eingeladen.
- Umgekehrt lädt das Forum Internationale Photographie (FIP) der Mannheimer Reiss-Engelhorn-Museen einmal jährlich einen Absolventen im Bereich Fotografie zu einem Vortrag in der Reihe Talk Fotografie ein.
- Darüber hinaus nimmt die Akademie seit 2015 jedes Jahr am Fotofestival der Rhein-Neckar-Region, OFF/Foto, teil.[3][4]
- Die Akademie kooperiert mit weiteren Institutionen.[5][6][7]

## Dozenten
Im Jahr 2019 unterrichten 23 Dozenten an der Freien Kunstakademie Mannheim, u. a. Rainer Negrelli (Aktzeichnen, Lithographie), Claus Stolz (Fotografie, Webdesign) und Michael Witlatschil (Studienleiter, Grundlagen Plastik).

## Jugendkunstschule (JKS)
Als einen wesentlichen Bestandteil betrachtet die FKAM ihre Jugendkunstschule, die Kinder und Jugendliche von 4 bis 18 Jahren zu eigenem kreativem Ausdruck anleitet. Die Jugendkunstschule wird jährlich von ca. 800 Kindern und Jugendlichen aus der Region besucht. Die Kreativangebote sind altersspezifisch konzipiert und finden in wöchentlichem oder monatlichem Rhythmus und als Ferienprojekt statt.

## Kooperationen
Die JKS kooperiert mit verschiedenen allgemeinbildenden Schulen und anderen Einrichtungen der Region. Darüber hinaus beteiligt sich die Akademie an Bildungs- und Sozialprojekten, die von verschiedenen Trägern (z. B. Verbänden, Stiftungen auf Landes- und Bundesebene) für den außerschulischen Bereich ausgelobt werden.
Zum Beispiel wurde 2015 ein im Auftrag der Stiftung Kinderland Baden-Württemberg über zweieinhalb Jahre entwickeltes Puppentheater im Manga-Stil aufgeführt. 2015 wurde ein Kunstteppich erstellt: eine 290 Meter lange Straßenzeichnung in der Innenstadt Mannheims, an der Dozenten und Schüler der FKAM als Projektleiter mitwirkten. Initiator war Pro bono – für Kunst und Kind e. V. 2016 fand ein Projekt für Flüchtlingskinder in Zusammenarbeit mit Caritas und Diakonie statt.

## Gastdozenten der FKAM (chronologische Auswahl)
- Otto Dressler
- Jürgen Claus
- Albrecht/D.
- Werner Pokorny
- Ulrike Rosenbach
- Birgit Luxenburger
- Axel Heil
- Isa Dahl
- Agnes Lörincz
- Wolfgang Neumann
- Robert Klümpen
- Julius Grünewald
- Albrecht Wild